# Петдесет нюанса освободени
„Петдесет нюанса освободени“ (на английски: Fifty Shades Freed) е американска еротична романтична драма от 2018 г. на режисьора Джеймс Фоли, по сценарий на Ниал Ленърд, базиран на едноименния роман от 2012 г., написан от Е. Л. Джеймс. Това е трета и последна част от филмовата поредица „Петдесет нюанса“ след „Петдесет нюанса сиво“ (2015) и „Петдесет нюанса по-тъмно“ (2017). Във филма участват Дакота Джонсън, Джейми Дорнан, Ерик Джонсън, Рита Ора, Люк Граймс, Виктор Расук, Дженифър Ел и Марша Гей Хардън.
Снимките на филма започват самостоятелно с „Петдесет нюанса по-тъмно“ (2017) през февруари 2016 г. Париж и Ванкувър. Премиерата на филма е в Съединените щати на 9 февруари 2018 г.

## В България
В България филмът излиза по кината на същата дата в разпространение от „Форум Филм България“.
На 19 февруари 2022 г. филмът е излъчен премиерно по „Би Ти Ви“ с български дублаж, записан в студио Медиа Линк. Екипът се състои от:
| Пост                | Име                                                                            |
| ------------------- | ------------------------------------------------------------------------------ |
| Озвучаващи артисти  | Мина Костова Ася Братанова Цветослава Симеонова Мартин Герасков Георги Стоянов |
| Преводач            | Вилма Карталска                                                                |
| Тонрежисьор         | Стамен Янев                                                                    |
| Режисьор на дублажа | Василка Сугарева                                                               |